# Discours de Posen
Vous lisez un « bon article » labellisé en 2020.
Pour les articles homonymes, voir Posen.
Les discours de Posen sont deux allocutions prononcées par Heinrich Himmler les 4 et 6 octobre 1943, à Posen, chef-lieu du Reichsgau Wartheland, Gau « modèle » dirigé par un proche de Himmler, Arthur Greiser. À cette époque, Himmler est l'un des hommes les plus puissants du Troisième Reich : Reichsführer-SS, il est aussi commissaire du Reich pour le renforcement de la race allemande et, depuis août 1943, ministre de l'Intérieur du Reich.
Ces discours, tenus devant de hauts responsables de la SS, puis à l'intention de Gauleiter et de Reichsstatthalter, n'ont pas pour thème central l'extermination des Juifs d'Europe. Ils sont cependant importants pour l'histoire de la Shoah.
D'après les sources disponibles, ces deux exposés marquent une rupture radicale dans la sémantique nazie : contrairement au langage codé adopté jusqu'alors, notamment lors de la conférence de Wannsee (« solution finale de la question juive », « déportations à l'Est »), Himmler évoque ouvertement la politique d'extermination des Juifs, en utilisant des termes directs, sans la moindre périphrase.

## Contexte

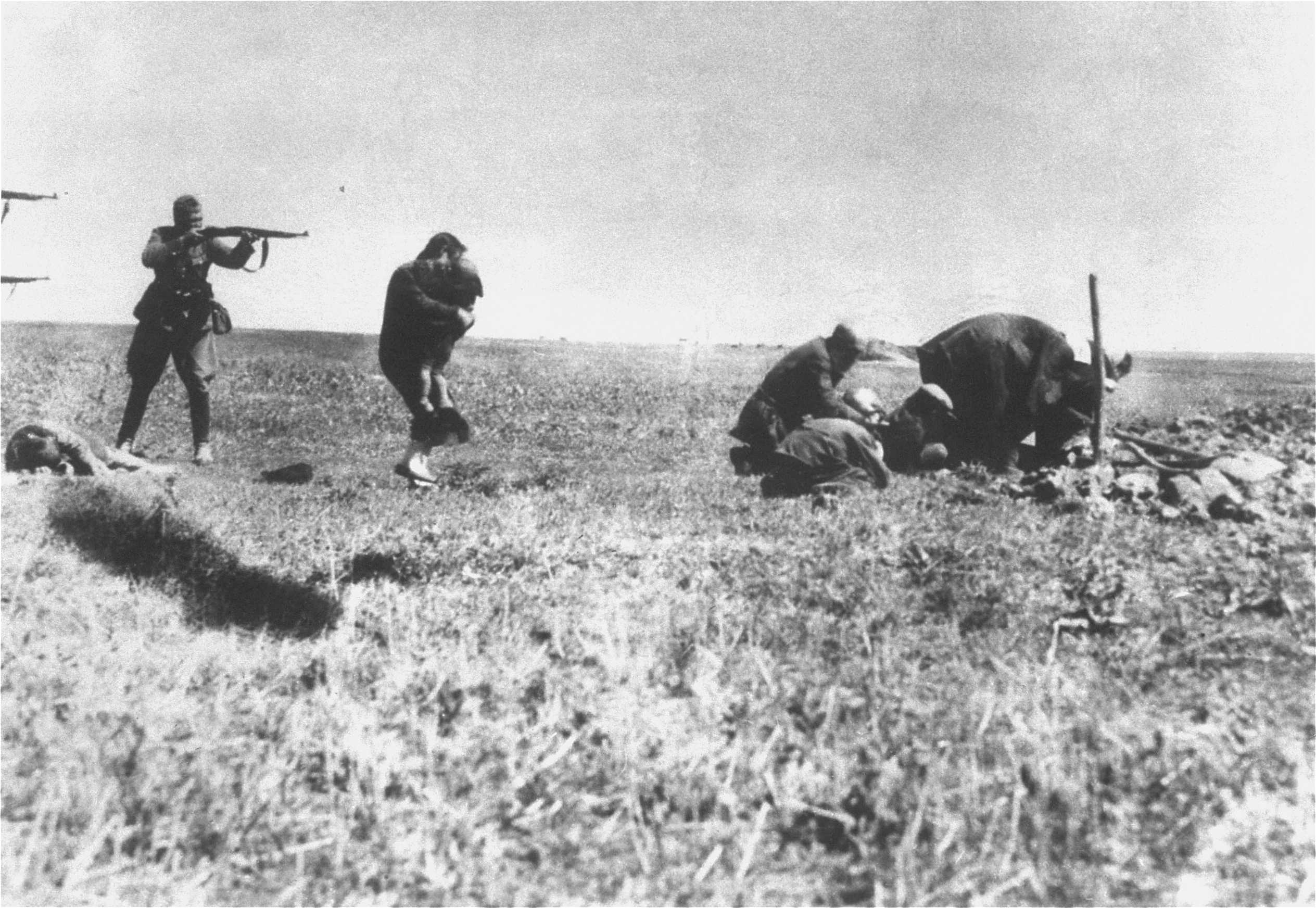
Assassinat de Juifs dans la région d’Ivanhorod en 1942 : une mère protège son enfant avant d’être abattue d’une balle dans la nuque.

En octobre 1943, la situation militaire n'est plus favorable au Troisième Reich. Depuis la défaite allemande à Stalingrad, l'Armée rouge a repris l'offensive sur le Front de l'Est ; les forces armées allemandes en Afrique du Nord se sont rendues, le régime de Mussolini a été renversé et les Alliés ont entrepris la conquête de l'Italie.
À la même période la Shoah a déjà atteint son paroxysme. Après les tueries de masse de Juifs — hommes, femmes et enfants — perpétrées par les Einsatzgruppen, le centre d'extermination de Chełmno a temporairement cessé son activité génocidaire et l'Aktion Reinhard, qui vise à l'extermination de tous les Juifs du Gouvernement général de Pologne, à Belzec, Sobibor et Treblinka touche à sa fin. En octobre 1943, Himmler a déclenché une nouvelle phase d'escalade dans sa politique d'anéantissement des Juifs en Europe, notamment en lançant le 1er octobre 1943 — sans succès — une opération de déportation des Juifs du Danemark.
Depuis le printemps 1943, les nazis ont entamé une vaste opération visant à éliminer toute trace du génocide, la Sonderaktion 1005, en exhumant les corps des fosses communes puis en les incinérant.

## Himmler orateur
« Pour juger du talent oratoire de Himmler, et de l'efficacité de ses discours, il faut éviter d'établir des parallèles peu flatteurs avec les « ténors de charme » du Troisième Reich tels que Goebbels ou Hitler : il faut bien plus se concentrer sur le problème des discours destinés à des auditoires restreints ou sélectionnés ».

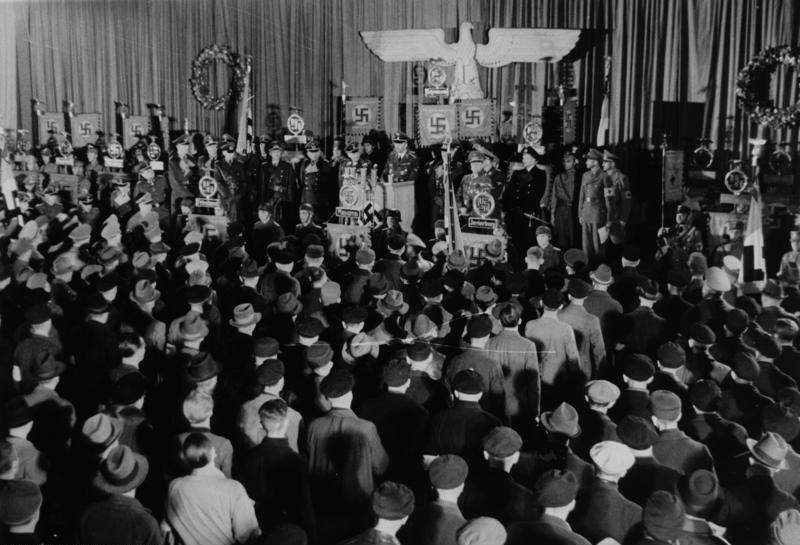
Himmler prenant la parole devant des membres du Volkssturm le 19 octobre 1944 guerre mondiale.

Orateur moyen, voire médiocre, qui se perd souvent dans les détails, Himmler est prolixe. Bradley F. Smith et Agnes F. Peterson recensent 132 discours dans les sources disponibles en 1993, compte non tenu du fait que la plupart des allocutions de Himmler dans les années 1930 n'ont pas laissé de trace.
Toujours selon Smith et Peterson, pour préparer ses discours, Himmler ne se base que sur quelques notes manuscrites qui vont d'une douzaine de mots à quelques pages « hâtivement griffonnées », à l'exception de ses rares prises de parole diffusées dans le grand public, minutieusement préparées. À l'inverse, l'historien américain Richard Breitman estime que les discours de Himmler sont soigneusement préparés. Cette préparation n'empêche cependant pas Himmler de paraître « terne, pédant, dépourvu d'humour et sans don particulier », montrant ainsi de piètres qualités oratoires comparées à celles de Hitler, de Göring ou de Goebbels. Lors de ses prises de parole, il peut se montrer émotif et impulsif mais n'impressionne guère son public. Pour Breitman toujours, dans son analyse du discours de Posen du 4 octobre 1943, « sa voix était d'une tessiture moyenne, ni grave ni aiguë. Il parlait clairement, de façon mesurée et avec emphase, mais en général calmement, comme un maître d'école révisant une leçon longue et un peu complexe pour ses élèves ».
La plupart de ses discours qui nous sont parvenus proviennent de notes prises en sténographie pendant qu'il prend la parole, avec de nombreuses erreurs et lacunes. Le processus de retranscription devient plus rigoureux fin 1942 : les discours sont enregistrés en direct, mais le support qui sert à l'enregistrement comporte de longues plages vides, en raison du mauvais fonctionnement des appareils de prise de son. Ils sont ensuite tapés à la machine, ce qui permet de corriger les fautes de grammaire et de syntaxe, courantes dans ces exposés largement improvisés ; le texte est ensuite soumis à Himmler qui le corrige à la marge, avant d'être archivé.

## Le discours du4 octobre 1943

### Destinataires et déroulement

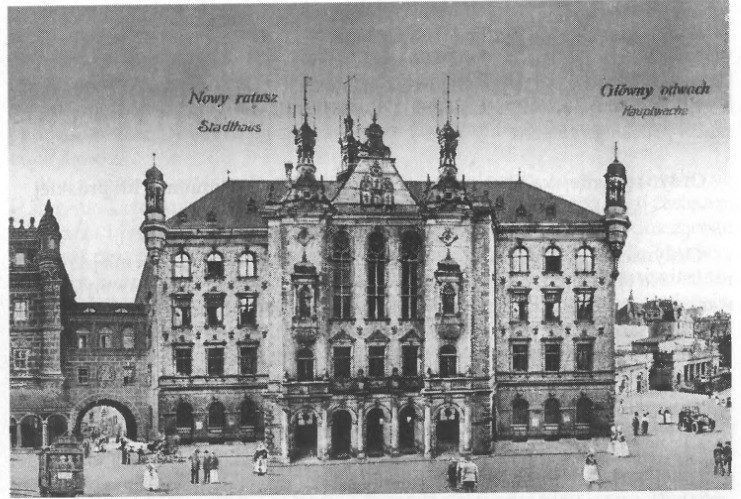
L'hôtel de ville de Posen sur une carte postale de 1916.

En prenant la parole pendant plus de trois heures à Posen, lors d'une réunion de SS-Gruppenführer, le 4 octobre 1943, Himmler viole la règle du langage codé qu'il avait imposée à ses subordonnés et qu'il avait lui-même toujours respectée. Sans doute mis en confiance par le fait qu'il s'adresse « à un public très choisi », il ne craint pas que l'enregistrement de son discours « puisse se retrouver en de mauvaises mains » et utilise donc un langage direct. Sa retranscription dactylographiée est retrouvée après la capitulation allemande, exploitée comme pièce à conviction à Nuremberg et reprise en intégralité dans les archives du procès.

### Sujets abordés
Dans son exposé, Himmler, toujours convaincu de la victoire du Reich, car il s'agit d'une « loi de la nature », passe en revue la situation militaire sur les différents fronts « mais comme toujours son analyse fut faussée et rendue inutile par ses jugements raciaux ». Pour lui, la supériorité de la race allemande conduira à la victoire de l'Allemagne sur les « masses slaves » ; fidèle à sa conception de la hiérarchie des races, il va jusqu'à affirmer que si le mélange des races en Asie a pu produire tous les deux ou trois siècles un grand chef— un Attila, un Gengis Khan, un Tamerlan , un Lénine ou un Staline —, ceux-ci possédaient des traces de sang allemand,. Lors de ce discours, il « dresse le tableau d'une Europe de 600 à 700 millions d'habitants, dirigée par un peuple germanique de 250 à 300 millions d'hommes, faisant échec à la menace asiatique de 1 à 1,5 milliard d'hommes ».

### L'extermination du peuple juif
« Je voudrais aussi vous parler très franchement d'un sujet extrêmement important. Entre nous, nous allons l'aborder franchement, mais en public, nous ne devrons jamais en parler, pas plus que du 30 juin 1934, date à laquelle nous n'avons pas hésité à faire notre devoir comme on nous l'avait ordonné, et à mettre nos camarades, qui s'étaient montrés indignes, contre un mur et à les exécuter. C'était pour nous une question de tact de n'en avoir pas discuté, de n'en avoir pas parlé. Chacun en a été effrayé, et pourtant, chacun sait qu'il le fera à la prochaine occasion, si on lui en donne l'ordre et si cela est nécessaire.
Je voudrais parler de l'évacuation des Juifs, de l'extermination du peuple juif. Voilà une chose dont il est facile de parler. « Le peuple juif sera exterminé » dit chaque membre du Parti, « c'est clair dans notre programme : élimination des Juifs, extermination : nous le ferons ». Et puis, ils arrivent, 80 millions de braves Allemands, et chacun a son « bon » Juif. « Évidemment les autres sont des porcs, mais celui-là est un Juif de première qualité ». Pas un de ceux qui parlent ainsi n'a vu ce qui se passe. Pas un n'était sur place. La plupart d'entre vous savent ce que c'est que de voir un monceau de 100 cadavres ou de 500 ou de 1 000. Être passé par là, et — excepté les cas de faiblesse humaine — en même temps, être resté correct, voilà qui nous a endurcis. C'est une page de notre histoire qui n'a jamais été écrite et ne le sera jamais, car nous savons combien il serait difficile pour nous aujourd'hui — sous les bombes, les privations et pertes de guerre — d'avoir encore des Juifs dans chaque ville agissant comme saboteurs, agitateurs et fauteurs de troubles. Si les Juifs étaient encore logés dans le corps de la Nation allemande, nous aurions à l'heure qu'il est, atteint le niveau de 1916-1917.
Les richesses qu'ils possédaient, nous les leur avons enlevées. J'ai donné un ordre formel, qui a été exécuté par le SS-Obergruppenführer Pohl pour que ces richesses soient bien sûr intégralement transmises au Reich. Nous n'avons rien pris pour nous-mêmes. Ceux qui ont fauté seront punis conformément aux ordres que j'ai donnés au départ, précisant que quiconque s'approprie le moindre mark de cet argent, est un homme mort. Un certain nombre de SS — ils ne sont pas très nombreux — ont commis ce crime, et ils mourront. Il n'y aura pas de pitié. Nous avions le droit moral, nous avions le devoir envers notre peuple, de détruire ce peuple qui voulait nous détruire. Mais nous n'avons pas le droit de nous enrichir, fût-ce d'une fourrure, d'une montre, d'un mark ou d'une cigarette, ou de quoi que ce soit d'autre. Nous ne voulons pas à la fin, parce que nous avons exterminé un bacille, être infecté par ce bacille et en mourir. Je ne resterai pas là à observer passivement tant que la moindre tache pourrie se développe ou tient bon. Quelle que soit la forme qu'elle emprunte, nous devons ensemble la brûler. De toute façon, nous pouvons dire que nous avons réalisé cette mission des plus difficiles, animés par l'amour pour notre peuple. Et ni notre être, ni notre âme, ni notre caractère n'en ont été atteints […]. »

## Le discours du6 octobre 1943

### Auditoire et orateurs

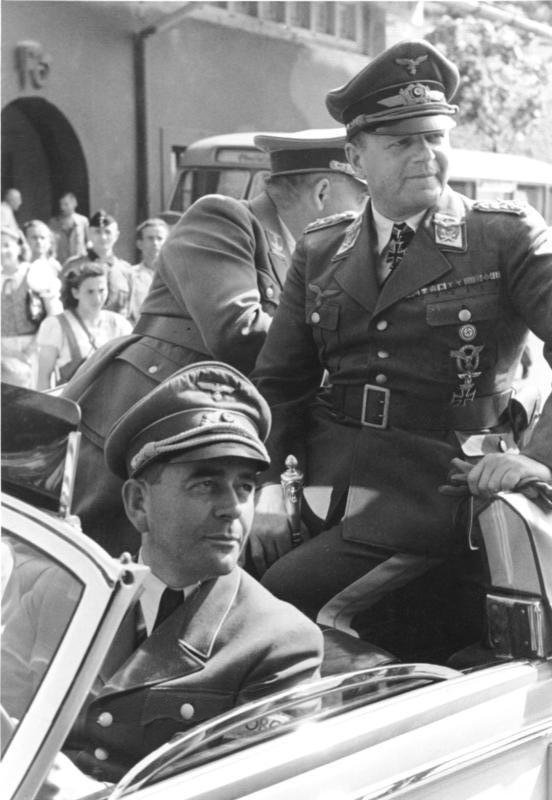
Albert Speer et Erhard Milch en mai 1944.

Le discours de Himmler du 6 octobre est prononcé à la fin d'une réunion, « qui fut une des plus remarquables assemblées de fonctionnaires du Parti du Troisième Reich ». Cette réunion regroupe de hauts responsables du Reich, Gauleiter et Reichsstatthalter, « l'élite du parti » selon Peter Longerich. Joseph Goebbels assiste aux deux discours, mais, étant présent en qualité de Gauleiter de Berlin, ne prend pas la parole,. 
Himmler, qui prend la parole entre 17 h et 18 h 30, clôt une longue réunion au cours de laquelle, entre autres, le général Erhard Milch, l'amiral Karl Dönitz, le chef d'état-major de la SA Wilhelm Schepmann et Albert Speer, qui intervient après plusieurs de ses collaborateurs, ont notamment pris la parole,.

### Contenu général
« Dans ce discours, je me permettrai de prendre position face à des problèmes qui ne sont pas directement liés les uns aux autres ».
Dans son allocution, sans fil conducteur, Himmler évoque tour à tour la lutte contre les partisans, le rôle du général Andreï Vlassov, la nécessaire domination des peuples slaves, la lutte contre le sabotage et l'espionnage. Il mentionne également les problèmes de sécurité à l'intérieur du Reich, l'extermination des Juifs, le soulèvement du ghetto de Varsovie, la chute de Mussolini, le défaitisme en Allemagne, le parti nazi en tant que modèle pour la population allemande, son propre rôle en tant que ministre de l'Intérieur et la Waffen-SS pour terminer sur une vision à long terme de l'avenir du Reich.

### L'extermination des Juifs
Lors de son discours, Himmler aborde de manière frontale et sans aucune équivoque l'extermination des Juifs.

« Qu'il n'y ait plus de Juifs dans votre province est pour vous une chose satisfaisante et évidente. [...] La phrase "les Juifs doivent être exterminés" comporte peu de mots, elle est vite dite messieurs. Mais ce qu'elle nécessite de la part de celui qui la met en pratique, c'est ce qu'il y a de plus dur et de plus difficile au monde. [...] Je vous demande avec insistance d'écouter simplement ce que je vous dis ici en petit comité et de ne jamais en parler. « Que fait-on des femmes et des enfants ? ». [...] Je ne me sentais en effet pas le droit d'exterminer les hommes - dites si vous le voulez les tuer ou les faire tuer - et de laisser grandir les enfants qui se vengeraient sur nos enfants et nos descendants. Il a fallu prendre la grave décision de faire disparaître ce peuple de la terre. Ce fut pour l'organisation qui dut accomplir cette tâche la chose la plus dure qu'elle ait connue. Je crois pouvoir dire que cela a été accompli sans que nos hommes ni nos officiers en aient souffert dans leur cœur ou leur âme. »

— Heinrich Himmler, 6 octobre 1943
Himmler insiste ensuite sur le caractère confidentiel de ses propos sur l'extermination des Juifs : « Vous êtes maintenant au courant, et vous garderez tout cela pour vous. [...]. Je crois qu'il a mieux valu que nous - nous tous - prenions cela sur nos épaules pour notre peuple, que nous prenions la responsabilité (la responsabilité d'un acte et non d'une idée) et que nous emportions notre secret avec nous dans la tombe ».

## Discours ultérieurs
Après les discours de Posen, Himmler aborde à nouveau sans détours, à plusieurs reprises l'extermination de Juifs.
Dans un exposé du 16 décembre 1943, il déclare à Weimar, devant des commandants de la Kriegsmarine qu'il a donné l’ordre de tuer également les femmes et les enfants de partisans et commissaires juifs et qu'il serait « un lâche et un criminel vis-à-vis de nos descendants s'il laissait grandir les enfants pleins de haine de ces sous-hommes ». Il aborde à nouveau, dans un langage clair et sans ambiguïté, l'extermination des Juifs le 26 janvier 1944 pour un auditoire d'officiers supérieurs et de généraux, entraînant ainsi la classe dirigeante dans une complicité passive de plus en plus large dans la mise en œuvre de la Shoah.
Himmler revient sur le sujet lors de trois discours prononcés devant des généraux à Sonthofen les 5, 25 mai et 21 juin 1944. Fidèle à sa logique génocidaire, il justifie l'assassinat des femmes et des enfants par la nécessité d'empêcher de « laisser grandir des enfants qui chercheraient plus tard à se venger et tueraient nos pères et nos enfants ». Il insiste à nouveau sur la difficulté de la tâche pour les exécuteurs : « C'est dur et terriblement difficile pour les troupes qui doivent le faire et elles l'ont fait. Et je peux dire une chose -une chose que l'on ne peut dire que devant un auditoire aussi réduit- : moi, Reichsführer-SS et fondateur de la SS, j'estime que le fait qu'elles l'aient supporté sans que leur moralité ou leur âme en soient atteintes a été la chose la plus dure, celle qui pèse le plus lourd dans la balance ». Évoquant son propre rôle dans la résolution du problème juif « conformément à la raison et selon les ordres : sans compromis », [passage suivi d'applaudissements], il déclare ensuite : « Je crois que vous me connaissez suffisamment, messieurs, pour savoir que je ne suis pas assoiffé de sang et que je ne prends aucun plaisir à accomplir quelque chose de pénible. Mais j'ai un système nerveux suffisamment solide et une conscience de mon devoir suffisamment développée - j'ai cette prétention - pour accomplir sans compromis une chose dont j'ai reconnu la nécessité »

## Historiographie

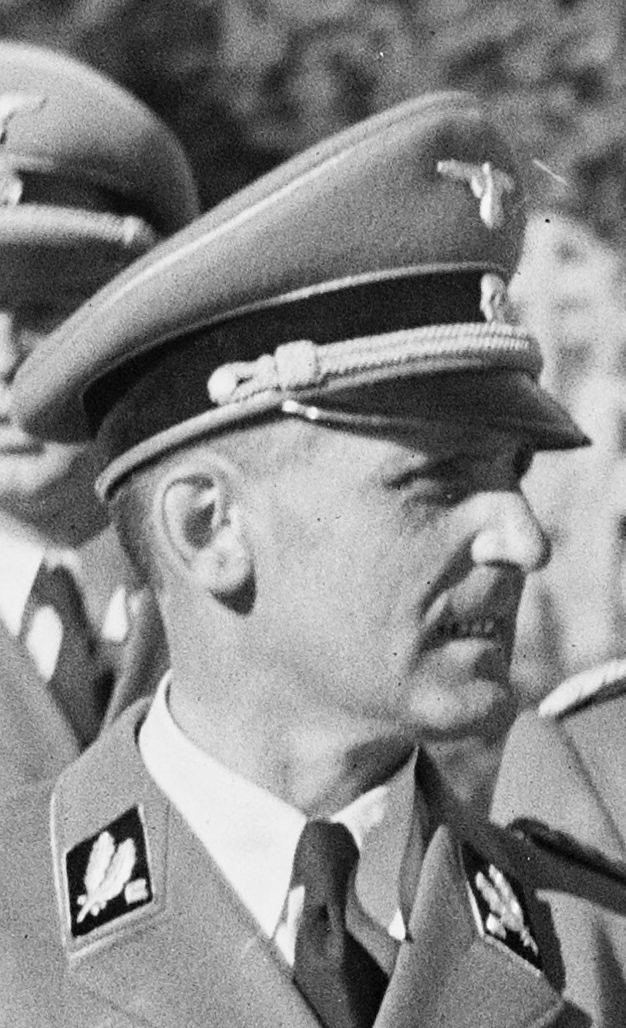
Heinrich Müller en 1941.

La plupart des historiens du nazisme et de la Shoah ne citent, en mentionnant ces deux discours, que les passages relatifs à l'extermination des Juifs d'Europe,.
Avant les discours de Posen, Himmler n'évoque le génocide des Juifs qu'en termes voilés, utilisant alors un langage codé, que ce soit oralement ou par écrit. Par exemple fin 1942, dans un courrier adressé à Heinrich Müller —  directeur de la Gestapo, supérieur direct d'Adolf Eichmann et tenu informé des opérations d'extermination menées par les Einsatzgruppen, notamment via la réception du rapport Jäger —, il répugne à mentionner crûment les faits, il ne mentionne qu'un vaste mouvement d'émigration des Juifs, dont « nous savons tous les deux que le taux de mortalité est en augmentation chez les Juifs qu'on fait travailler ». Pour Richard Breitman, Himmler admet dans ce courrier la nécessité d'une vaste opération pour se débarrasser d'un grand nombre de cadavres mais nie la réalité d'un programme d'extermination pourtant déjà bien en cours. Au début de l'année 1943, fidèle à sa logique de dissimulation, il fait modifier le rapport Korherr, faisant notamment remplacer le terme « traitement spécial » des Juifs par « transfert des Juifs des provinces de l'Est vers l'est de la Russie » ou « filtrage des Juifs par les camps ».

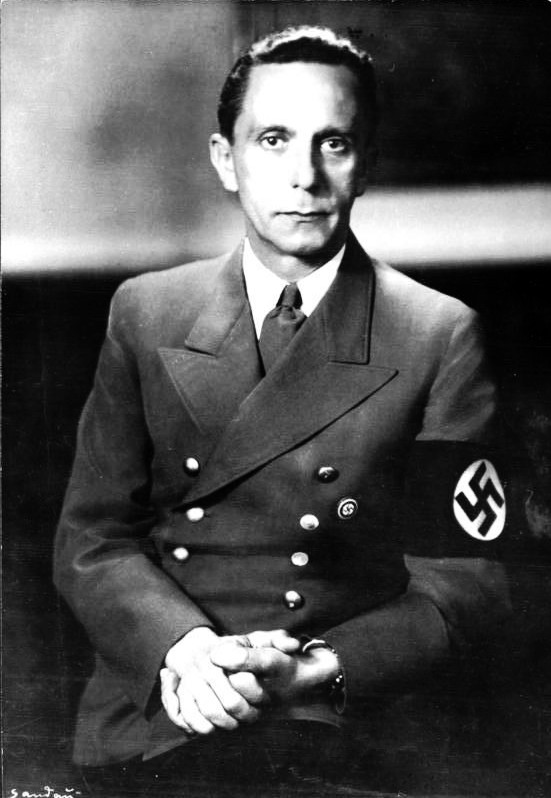
Joseph Goebbels en 1942.

Dans son journal, à la date du 7 octobre 1943, Joseph Goebbels consacre six pages à la réunion de Posen de la veille, mais seulement quelques lignes au discours de Himmler, qu'il salue toutefois en écrivant, à propos de l'extermination des Juifs que « même si c'est la solution la plus brutale, c'est aussi la plus logique. Car nous devons assumer la responsabilité d'avoir réglé entièrement cette question pour notre temps. Les générations futures n'oseront certainement plus aborder ce problème avec le même courage et la même conviction que nous aujourd'hui ». Dans la note qu'ils consacrent à ce passage, Möller et Ayçoberry considèrent en 2005 que le discours de Himmler est « le plus important peut-être de toute la guerre » ; pour les mêmes auteurs Goebbels « ne résume pas, il censure [...] et le crime indicible, que seul Himmler s'est senti capable d'appeler par son nom, est déguisé, presque minimisé par l'expression mit Kind und Kegel » (en français : "avec armes et bagages").
Commentant le compte-rendu du discours du 4 octobre, l'historien Josef Ackermann définit, en 1993, ce document comme un texte monstrueux, non seulement en raison des propos qu'il relate, mais aussi parce qu'il enlève le masque de l'attitude mentale de ceux qui donnent les ordres au sein du Troisième Reich et de ceux qui leur ont obéi et souligne qu'aucun des présents n'élève la moindre objection aux propos de Himmler sur l'extermination des Juifs.
Pour Stackelberg & Winter (2002), la principale justification de Himmler pour le meurtre systématique de tous les Juifs - hommes, femmes et enfants - était que la première loi de la nature commandait la loyauté envers sa propre race et le manque de compassion envers les rivaux et les ennemis (perçus comme tels). Mais son insistance à maintenir le secret du programme d'extermination, en dehors de cercles restreints, a révélé une culpabilité profondément ancrée et que la réalisation de l'extermination montre que les êtres humains normaux n'accepteraient jamais la validité de la « loi de la jungle » dans la société humaine. Le mieux qu'il pouvait espérer était de soulager le sentiment de culpabilité auquel même les exécutants SS endurcis ne pouvaient échapper. L'amour et le service de son propre peuple étaient les principes moraux qui légitimaient le massacre. Le contraste entre la défense des meurtres de Juifs par Himmler et sa dénonciation des larcins commis par des membres de la SS dans les camps de concentration et d'extermination offre une vision choquante du monde mental et moral des dirigeants nazis et des SS.
Dans son discours du 4 octobre Himmler évoque aussi les problèmes de corruption au sein de la SS via le détournement des biens des Juifs. S'il affirme que les SS coupables de ces prévarications vont mourir, cette affirmation est démentie par les faits. Selon Richard J. Evans, cette déclaration renvoie implicitement aux enquêtes menées par le juge SS Konrad Morgen. Evans relativise cette déclaration, en mentionnant que les poursuites ne donnent généralement lieu qu'à une mutation, à l'exception notable de Karl Otto Koch .
Pour Peter Longerich, en 2008, « dans ces deux discours, Himmler chercha manifestement à confirmer officiellement, par sa « franchise », les rumeurs et les informations très répandues qui couraient dans les cercles des hauts fonctionnaires de la SS et du NSDAP à propos du véritable impact de la politique juive. De cette façon, il faisait de ces auditeurs des complices dans ce crime sans précédent ».
Dans son ouvrage Auschwitz. Enquête sur un complot nazi, publié en 2012, — qui va à contre-courant de l'historiographie dominante de la Shoah et est d'ailleurs contesté —, Florent Brayard estime que « les explications de Himmler [lors du discours du 6 octobre] n'interviennent en effet pas, comme on l'a longuement cru, au terme d'une longue période d'échanges autour du meurtre des Juifs, période dont Wannsee aurait constitué le point de départ. Elles font au contraire, violemment contraste avec la politique de communication - en l'occurrence la politique de secret - mise en œuvre par les responsables de ce programme criminel avant et même après ce discours. » Pour Brayard, Joseph Goebbels n'était pas informé clairement de la politique d'extermination des Juifs avant le discours du 6 octobre. Il poursuit sa démonstration en écrivant que « Posen fut donc le moment du dévoilement devant les plus hauts responsables du régime, du contenu ultime de la solution finale ».